# Iris Plotzitzka
Iris Plotzitzka (* 7. Januar 1966 in Memmingen; † 19. Oktober 2024) war eine deutsche Kugelstoßerin. Sie gehörte den Sportclubs LAC Quelle Fürth und LC Olympiapark München an. Sie gewann die Silbermedaille bei den Deutschen Leichtathletik-Meisterschaften 1986. Ihre persönliche Bestleistung war 20,53 m, die sie im August 1988 in Köln stieß.

## Ergebnisse
| Jahr | Meisterschaften             | Ort          | Ergebnis |
| ---- | --------------------------- | ------------ | -------- |
| 1986 | Europameisterschaften       | Stuttgart    | 7.       |
| 1987 | Hallenweltmeisterschaften   | Indianapolis | 8.       |
| 1987 | Halleneuropameisterschaften | Liévin       | 4.       |
| 1987 | Weltmeisterschaften         | Rom          | 12.      |
| 1989 | Halleneuropameisterschaften | Den Haag     | 3.       |
| 1990 | Halleneuropameisterschaften | Glasgow      | 5.       |
| 1990 | Europameisterschaften       | Split        | 5.       |